# Drapeau du Liechtenstein

Etendard d'État et parlement

Le drapeau du Liechtenstein est composé de deux bandes horizontales d’égale hauteur colorées en bleu et en rouge. Une couronne d'or figure sur le côté gauche de la bande bleue.
Les couleurs sont probablement inspirées de la livrée à la cour princière au XVIIIe siècle. La couronne fut ajoutée en 1937, après que l’équipe du Liechtenstein aux Jeux olympiques d'été de 1936 s'est rendu compte de la similitude du drapeau de l'époque avec celui d’Haïti,. Le dessin de la couronne fut légèrement modifié en 1982.
Lorsque le drapeau est étendu verticalement, la couronne se présente en haut à gauche.

Drapeau historique
1719-1852
1852-1921
1921-1937
1937-1982